# ニエル
ニエル（ハングル表記：니엘、1994年8月16日 - ）は、大韓民国の男性歌手。本名：アン・ダニエル（안다니엘）。身長178cm、血液型A型。
韓国の男性グループTEEN TOPのメインボーカルとリードダンサーとして知られる。

## 経歴
2004年、テレビシリーズ「児童合唱団」で俳優を演じる。2010年7月10日、TEEN TOPのメインボーカルとしてデビュー。デビューアルバムは「Come Into The World」。
2016年2月16日、自作曲を含めた『oNIELy』でソロデビュー。

## ディスコグラフィ

### アルバム
ミニ・アルバム 
- oNIELy（2015年2月19日）
- LOVE AFFAIR（2017年1月19日）
- A to Z (2022年11月25日)

 リパッケージ・アルバム 
- Spring Love: Repackage Album（2015年4月17日）

## コラボレーション
| 年   | 曲名                                      | アーティスト                    |
| ---- | ----------------------------------------- | ------------------------------- |
| 2012 | "The Grasshoper Song"                     | とともに Sunny Hill             |
| 2013 | "Be my Girl"                              | とともに JUNIEL                 |
| 2013 | "A Whole new world"                       | とともに ソン・ジウン の Secret |
| 2013 | "Friend" (Korea-China FriendShip Concert) | とともに ジュノ そして Seungho  |
| 2014 | "Friday" (M! Countdown KCON 2014)         | とともに IU                     |

## 賞・ノミネート
- Mnet Asian Music Awards（2015年）